# Joe Leesley
Joe Leesley (sinh ngày 29 tháng 3 năm 1994) là một cầu thủ bóng đá người Anh thi đấu cho Stevenage, mượn từ Harrogate Town, ở vị trí tiền vệ cánh.

## Sự nghiệp
Sinh ra ở Sheffield, Leesley có sự nghiệp ban đầu tại Winterton Rangers, Matlock Town, Alfreton Town, Harrogate Town và Stockport County, theo dạng cho mượn đến Stevenage vào ngày 6 tháng 1 năm 2020. Anh có màn ra mắt vào ngày 8 tháng 1, ở EFL Trophy.

## Thống kê sự nghiệp
Tính đến trận đấu diễn ra ngày 7 tháng 3 năm 2020
| Mùa giải                | Câu lạc bộ          | Giải quốc nội         | Giải quốc nội | Giải quốc nội | Cúp FA  | Cúp FA    | Cúp EFL | Cúp EFL   | Khác    | Khác      | Tổng    | Tổng      |
| Mùa giải                | Câu lạc bộ          | Hạng đấu              | Số trận       | Bàn thắng     | Số trận | Bàn thắng | Số trận | Bàn thắng | Số trận | Bàn thắng | Số trận | Bàn thắng |
| ----------------------- | ------------------- | --------------------- | ------------- | ------------- | ------- | --------- | ------- | --------- | ------- | --------- | ------- | --------- |
| Alfreton Town           | 2014-15             | Conference Premier    | 11            | 0             | —       | —         | —       | —         | —       | —         | 11      | 0         |
| Alfreton Town           | 2015-16             | National League North | 38            | 2             | 2       | 0         | —       | —         | 5       | 1         | 45      | 3         |
| Alfreton Town           | Tổng                | Tổng                  | 49            | 2             | 2       | 0         | —       | —         | 5       | 1         | 56      | 3         |
| Harrogate Town          | 2016-17             | National League North | 42            | 5             | 4       | 2         | —       | —         | 5       | 2         | 51      | 9         |
| Harrogate Town          | 2017-18             | National League North | 39            | 14            | 4       | 1         | —       | —         | 8       | 7         | 51      | 22        |
| Harrogate Town          | 2018-19             | National League       | 35            | 2             | 2       | 0         | —       | —         | 3       | 0         | 40      | 2         |
| Harrogate Town          | 2019-20             | National League       | 6             | 1             | 0       | 0         | —       | —         | 0       | 0         | 6       | 1         |
| Harrogate Town          | Tổng                | Tổng                  | 122           | 22            | 10      | 3         | —       | —         | 16      | 9         | 148     | 34        |
| Stockport County (mượn) | 2019-20             | National League       | 10            | 0             | 1       | 0         | —       | —         | 0       | 0         | 11      | 0         |
| Stevenage (mượn)        | 2019-20             | League Two            | 8             | 0             | 0       | 0         | 0       | 0         | 2       | 0         | 10      | 0         |
| Tổng cộng sự nghiệp     | Tổng cộng sự nghiệp | Tổng cộng sự nghiệp   | 189           | 24            | 13      | 3         | 0       | 0         | 23      | 10        | 225     | 37        |

1. ↑  One lần ra sân ở FA Trophy; four trận và one goal ở Derbyshire Senior Cup
2. ↑  Four Appearances and two bàn thắng trong FA Trophy; one lần ra sân ở West Riding County Cup
3. ↑  Six trận và six bàn thắng trong FA Trophy; two trận và one goal in National League North playoffs
4. ↑  Two lần ra sân ở FA Trophy; one lần ra sân ở National League playoffs
5. ↑  "Số lần ra sân ở EFL Trophy